# Episoriculus leucops
Episoriculus leucops — вид ссавців родини Soricidae. Зустрічається в Китаї, Індії, М'янмі, Непалі та В'єтнамі. Зареєстрований у помірних і вічнозелених лісах. Також був зареєстрований у вологих насадженнях карликового бамбука, чагарників і трав, і, як відомо, мешкає в селах і на оброблених полях.

## Морфологічні особливості
Довжина голови й тулуба від 5,3 до 8,1 сантиметра, хвіст досягає довжини від 5,8 до 8,3 сантиметрів, а задня лапка від 1,2 до 1,9 сантиметрів. Забарвлення спини і черева рівномірно темно-чорно-буре до залізно-сірого. Хвіст має приблизно таку саму довжину, як довжина голови та тулуба, і порівняно довгий порівняно з іншими видами.

## Спосіб життя
Раціон в основному складається з дощових черв'яків та інших безхребетних. Навряд чи є доступні дані про розмноження; у самиць, ймовірно, може бути до шести потомств в одному виводку.